# Dave Coverly
Dave Coverly (* 1964) ist ein US-amerikanischer Cartoonist. 
Coverly, der in Michigan aufwuchs, absolvierte ein Philosophie-Studium an der Eastern Michigan University in Ypsilanti. Er studierte danach Englisch an der Indiana University. Er nahm Ein Jahr Auszeit und betätigte sich als Art-Director und Karikaturist. Um 1990 kam er wieder nach Indiana und wurde Karikaturist bei The Herald-Times in Bloomington. Seit 1994 zeichnet er für Creators Syndicate die Cartoon-Serie Speed Bump, welche mittlerweile in 400 Tageszeitungen publiziert wird. Über Speed Bump sagte Coverly: "Wäre das Leben ein Film, dies wären die Outtakes.

## Preise & Auszeichnungen (Auswahl)
- 2008: Reuben Award für Speed Bump